# Berthierville
Berthierville, abenakiska Palkinek, är en stad (kommun av typen ville) och tätort (centre de population) i provinsen Québec i Kanada. Den ligger i regionen Lanaudière, i den sydöstra delen av landet, 210 km öster om huvudstaden Ottawa.